# 上野季夫
上野 季夫（うえの すえお、1911年（明治44年）2月26日 - 2011年（平成23年）10月19日）は、日本の物理学者（理学博士）。専門は天体物理学で、輻射輸達方程式の厳密解法における、世界的権威を成し遂げた。京都大学名誉教授、金沢工業大学名誉教授。東京府東京市（現在の東京都区部）出身。

## 経歴
1911年（明治44年）、東京市生まれ。京都帝国大学理学部宇宙物理学科へ進学、1937年（昭和12年）に卒業。在学中は同じ物理学者の荒木俊馬に師事。その後、7年間技術将校として陸軍に従事（1945年（昭和20年）陸軍少佐）し、1946年（昭和21年）京都大学理学部宇宙物理学教室に復帰。
教室復帰後、理学部講師、助教授を経て、1959年（昭和34年）から京都大学理学部教授（天体物理学担当）。教え子には向井苑生らがいる。1971年（昭和46年）に京都大学を退官、南カリフォルニア大学文理学部客員教授、電子工学部教授を務めた。1973年（昭和48年）に日本へ帰国し、金沢工業大学にて教授・研究部長、1987年（昭和62年）からはKCG情報科学研究所長を務め、1996年（平成8年）にニューヨーク科学アカデミー会員に選ばれた。その他、カリフォルニア大学ロサンゼルス校文理学部客員教授、パリ天体物理学研究所・米国航空宇宙局客員研究員等を歴任した。
2011年（平成23年）10月19日、慢性呼吸不全のため100歳で死去。生涯に亘り、400編以上の論文を発表した。